# Paul van de Rovaart
Paulus ("Paul") van de Rovaart (Utrecht, Nizozemska, 24. siječnja 1904. — Ommen, Nizozemska, 24. studenog 1995.) je bivši nizozemski hokejaš na travi. 
Osvojio je srebrno odličje na hokejaškom turniru na Olimpijskim igrama 1928. u Amsterdamu igrajući za Nizozemsku. Na turniru je odigrao sva četiri susreta na mjestu napadača i postigao je dva pogotka.

## Vanjske poveznice
- Profil na Database Olympics